# Corupția în Libia
Corupția din Libia este o problemă endemică, afectând profund guvernarea, economia și drepturile cetățenilor. După căderea regimului lui Muammar Gaddafi în 2011, instabilitatea politică și economică a favorizat răspândirea corupției, complicând eforturile de reconstrucție și reformă. Lipsa unor instituții funcționale și rivalitățile dintre guvernele din est și vest au permis exploatarea resurselor publice și consolidarea rețelelor ilicite de influență.
După Revoluția din 2011, Libia a intrat într-o tranziție dificilă către democrație. Instabilitatea politică a dus la fragmentarea puterii între diverse grupuri armate și guverne rivale. Această situație a creat un teren propice pentru corupție, oficialii publici prioritizând adesea îmbogățirea personală în detrimentul binelui comun. În plus, lipsa unei structuri guvernamentale eficiente a permis extinderea corupției în toate sectoarele economiei.
Conform Indicelui de percepție a corupției (CPI) din 2023, Libia a obținut un scor de 18 puncte din 100, situându-se pe locul 170 din 180 de țări evaluate. Comparativ cu anii anteriori, scorul Libiei a fluctuat între 14 și 27 puncte, evidențiind o tendință constantă de stagnare sau declin în eforturile de combatere a corupției.

## Corupția politică și instituțională
Corupția s-a amplificat pe fondul diviziunilor politice de după 2011:
Fragmentarea puterii: Rivalitatea dintre Guvernul de Uniune Națională (GNU), cu sediul în Tripoli, și Camera Reprezentanților (HoR), cu sediul în estul țării, a slăbit eficiența instituțiilor publice și a redus responsabilitatea în administrarea resurselor.
Controlul justiției: Sistemul judiciar libian este sub presiunea grupurilor armate, iar judecătorii și procurorii sunt frecvent hărțuiți și intimidați. Lipsa independenței judiciare facilitează evitarea sancțiunilor de către oficialii corupți.

## Corupția în sectorul petrolier
Industria petrolieră, sursa principală de venit a Libiei, este un epicentru al corupției. Diverse miliții și grupuri armate controlează rafinării și terminale petroliere, redirecționând veniturile pentru interese private sau finanțarea conflictelor. De asemenea, tranzacțiile ilicite, cum ar fi vânzările ilegale de petrol, sunt o practică frecventă, ceea ce privează bugetul de stat de resurse esențiale pentru dezvoltare.
Corupția în administrația publică
Administrația publică din Libia este grav afectată de practici de corupție sistemică. Achizițiile publice sunt frecvent umflate, iar fondurile statului sunt deturnate prin contracte fictive sau exagerate. Exemple notabile includ deturnarea fondurilor destinate achiziționării de manuale școlare și echipamente medicale în timpul pandemiei de COVID-19.

## Impactul asupra drepturilor omului
Corupția a avut consecințe devastatoare asupra respectării drepturilor omului în Libia. Resursele deturnate împiedică accesul la servicii esențiale precum sănătatea, educația și locuințele. În același timp, activiștii și jurnaliștii care denunță corupția sunt adesea supuși intimidărilor, violențelor sau detenției arbitrare.

## Eforturile anticorupție
În ciuda numeroaselor obstacole, Libia dispune de instituții precum Comisia Națională Anticorupție (NACC), care încearcă să monitorizeze și să sancționeze cazurile de corupție. Totuși, eficiența acestor instituții este limitată de presiunile politice și de lipsa de protecție împotriva represaliilor.